# Antoni Pascual Ribot
Antoni Pascual Ribot (Ariany, Mallorca, 22 de juny de 1949) és un polític mallorquí, militant d'Unió Mallorquina.

## Trajectòria política
Des de 1988 Antoni Pascual és membre de l'executiva d'Unió Mallorquina, formació de la qual fou secretari general entre 1992 i 1997. És conegut que, a diferència d'altres militants, va ser fidel a Maria Antònia Munar quan el 1993 Gabriel Cañellas la va destituir del càrrec de consellera de Cultura i el PPIB va intentar absorbir Unió Mallorquina.
En març de 2009 fou imputat per presumpta corrupció dins de les actuacions de l'anomenat Cas Peatge.
Al marge de tot això, ha tingut una presència constant en diversos àmbits de la política insular.

### Àmbit municipal
Pascual, empresari de professió, va entrar en política el 1979, quan va ser elegit batle pedani d'Ariany, que aleshores pertanyia al municipi de Petra. Des d'aquest càrrec va lluitar per la independència municipal d'Ariany, que finalment s'aconseguí l'any 1982. Des de les eleccions de 1983 fins a la seva retirada de la política municipal en 2007, Pascual fou batle d'Ariany amb majoria absoluta de regidors, primer com a independent i des de 1988 com a membre d'Unió Mallorquina. Aquesta condició li va permetre també presidir la Mancomunitat del Pla de 1984 fins a 1999.

### Àmbit insular
Antoni Pascual ha estat membre del Consell de Mallorca des de 1991 fins a l'actualitat, en el qual ha ostentat diversos càrrecs:
- De 1991 a 1995: conseller de Serveis Generals i vicepresident.
- De 1995 a 1999: conseller d'Economia i Hisenda.
- De 1999 a 2001: vicepresident primer, conseller de Gestió de béns i serveis, i president de l'Institut de l'Esport Hípic de Mallorca.
- De 2001 a 2003: conseller d'Obres Públiques i Urbanisme.
- De 2003 a 2007: conseller d'Obres Públiques.
- Des de 2007: vicepresident (fins al 2009) i conseller d'Obres Públiques.[3][4]

### Àmbit comunitari
Ha estat diputat del Parlament de les Illes Balears durant les legislatures 1991-1995, 1995-1999 i 1999-2003. Dimití el 30 de juliol de 1999 i fou substituït per Maximilià Morales Gómez.